# Площадь Шарля де Голля (Париж)
Пло́щадь Ша́рля де Го́лля (фр. Place Charles-de-Gaulle), до 1970 года — пло́щадь Звезды́ (фр. place de l’Étoile), — площадь и крупный транспортный узел в западной части VIII округа Парижа, место встречи двенадцати прямых проспектов (отсюда его историческое название, которое переводится как «Площадь Звезды»), включая Елисейские поля.

## История

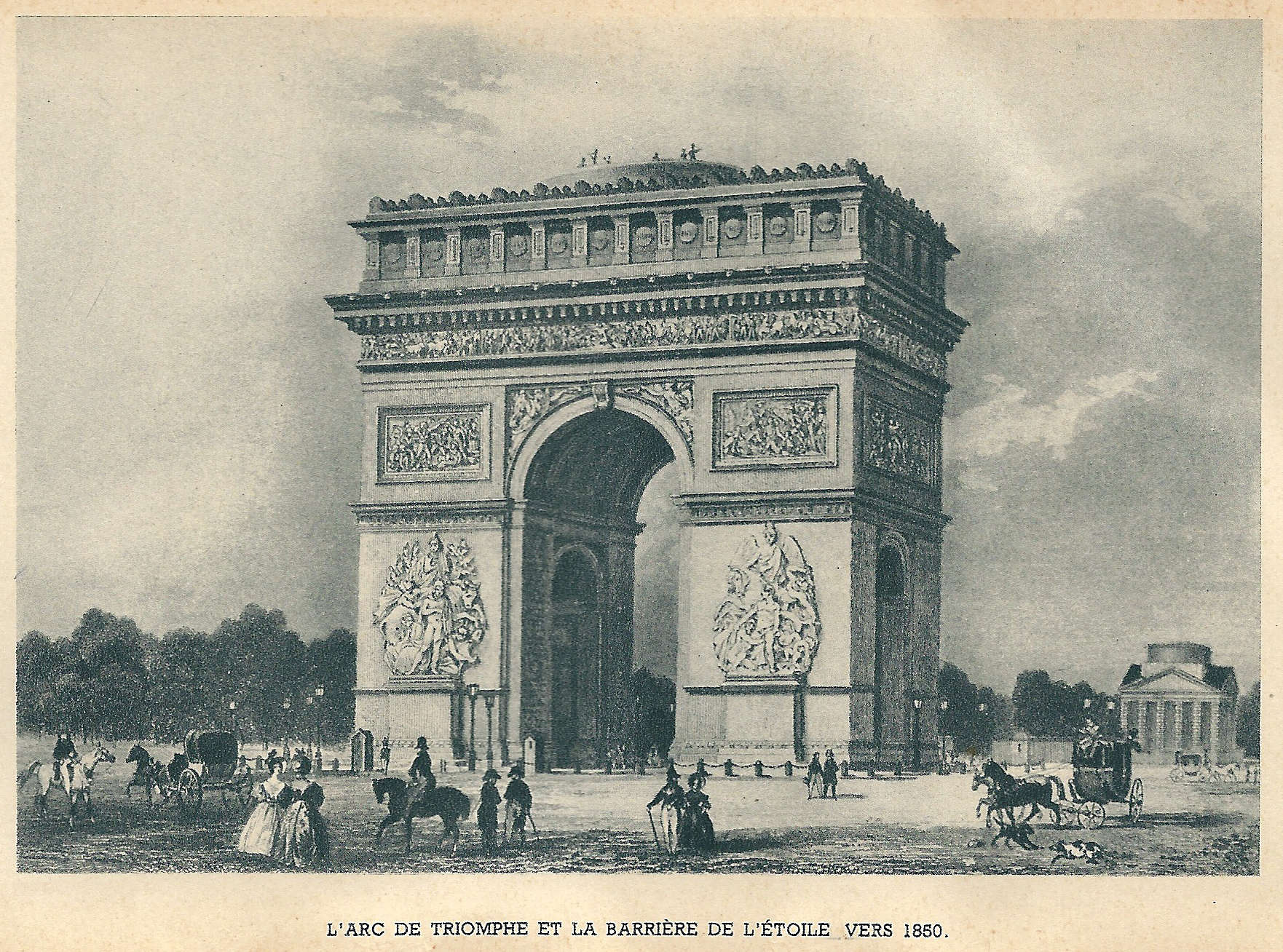
Баррьер-де-л’Этуаль за Триумфальной аркой в 1850 году

Появление этой площади не входило в градостроительные планы. Однако постройка дворца и сада Тюильри потребовала, чтобы королевская резиденция имела достойное обрамление. По приказу Людовика XIII среди достаточно заболоченных мест таможенной заставы Этуаль проложили три аллеи с вязами. Затем известный в Париже ландшафтный архитектор Андре Ленотр проложил до самого холма Шайо проспект (ныне Елисейские Поля), завершавшийся круглой «площадью», от которой расходились пять дорог, благодаря чему она и получила название Звезды. И всё же с точки зрения архитектуры это было скорее место разветвления дорог, чем площадь.
Окончательный вид площадь приобрела в 1854 году, когда по распоряжению Наполеона III к Парижу было присоединено несколько ближайших пригородов. К пяти сходившимся тут улицам, по замыслу барона Османа, префекта Парижа, было добавлено ещё семь (см. Османизация Парижа). По его архитектурному плану от площади Звезды разбегаются 12 лучей-проспектов. Самый помпезный — проспект Фош — имеет 120 метров в ширину. 
Проспекты, ведущие к стоящей в центре площади Триумфальной арке, названы:
1. В честь маршалов Франции (Мак-Магон, Фош) или французских генералов (Карно, Марсо, Гош, Клебер);
2. В честь побед, одержанных французским оружием (Йена, Фридланд, Ваграм);
3. В честь французского писателя Виктора Гюго;
4. В честь Великой армии императора Наполеона Бонапарта.

Наиболее известный из этих проспектов — Елисейские Поля, соединяющий площадь Звезды и площадь Согласия.
Главная достопримечательность площади — Триумфальная арка — была возведена по распоряжению Наполеона в память о его победах. Внизу под ней находится могила Неизвестного Солдата, а наверху — смотровая площадка. С 1923 года под аркой горит вечный огонь. Каждый год 14 июля на площади Звезды президент Франции принимает военный парад. К арке можно попасть исключительно по подземным переходам по причине интенсивного движения, здесь нет ни одного светофора и дорожных знаков.
По периметру площади высажены три ряда деревьев, а за ними стоят совершенно одинаковые особняки, выстроенные архитекторами Гитторфом и Роо де Флёри в 1868 году в стиле ампир с примесью барокко. Они называются особняками Маршалов, хотя ни в одном из них ни один маршал никогда не жил и даже не останавливался. Все входы особняков спрятаны «на задворках» площади, чтобы подчеркнуть всю торжественность фасадов, выходящих на площадь.
С 1970 года, после смерти Шарля де Голля, площадь Звезды была официально переименована в площадь Шарля де Голля.

Карта Площади Шарля де Голля

## Транспорт
Метро: линии , , ; RER: линия  — Шарль де Голль — Этуаль.